# David Henesy
David Henesy est un acteur américain, né le 20 octobre 1956 à Glen Ridge, dans le New Jersey. Il est connu pour son rôle de David Collins dans la série Dark Shadows de 1967 à 1971 ainsi que son adaptation cinématographique en 1970 La Fiancée du vampire.

## Filmographie

### Cinéma
- 1970 : La Fiancée du vampire (House of Dark Shadows) de Dan Curtis : David Collins

### Télévision
- 1967-1971 : Dark Shadows : David Collins
- 1973 : La Famille des collines (The Waltons) : Jerry